# الحزب الثوري لشعب تركستان الشرقية
الحزب الثوري لشعب لتركستان الشرقية (بالأويغورية: Shärqiy Turkistan Khälq Inqilawi Partiyisi)‏، هو حزب انفصالي أويغوري مسلح في مقاطعة سنجان أو ما تُعرف بـ تركستان الشرقية. تأسس عام 1969 أو قبل ذلك. كان أثناء ثورة ماو تسي تونغ واحدًا من أهم المجموعات الانفصالية المسلحة في نزاع تركستان الشرقية حتى تم حل الحزب في 1989.
كان هدف الحزب هو الشروع في ثورة ثانية للمقاطعات الثلاث لإقامة دولة أويغورية ماركسية لينينية مستقلة في منطقة شنجان، بمساعدة من الاتحاد السوفيتي. وزاد الدعم المقدم من السوفييت خلال الانقسام الصيني السوفيتي والنزاع الحدودي الذي تلا ذلك.

## التاريخ
تأسس الحزب في عام 1969 أو في وقت سابق في شنجان، وكان يتكون من الأويغور بشكل رئيسي، وعدد صغير من المقاتلين الكازاخستانيين. زعم الأعضاء السابقين في الحزب الشيوعي النيبالي أن الحزب يضم حوالي 60.000 عضو و178 فرعًا تحت الأرض في عام 1969.
بعد تمرد فاشل في عام 1969، تراجع الحزب تدريجياً بسبب اعتقال معظم مقاتليها المسلحين ونفي العديد من أعضائه،و تم حل الحزب عام 1989.